# コンチネンタルサーカス
コンチネンタルサーカス
1. ロードレース世界選手権の別称。主にヨーロッパ大陸で開催されており、ヨーロッパ各地を貨物自動車で大移動する様子がサーカス団のように見えることから、この名が付けられた。その後、アジア、アメリカ、オセアニアなどでも開催されている。
2. フォーミュラーカーである『F1』をモチーフとしたタイトーのレースゲーム。本項で解説。

『コンチネンタルサーカス』 (Continental Circus) はタイトーから1988年にリリースされ、稼動開始した3Dレースゲームである。筐体は天井がある一体型で、横の開口部から乗り込む。同社のグランドチャンピオンと外観形状が類似している。

## ゲームのルール
実際の自動車の操作系を模したステアリング、アクセルペダル、ブレーキペダル、シフトレバーの4つの装置でプレイヤー車を操作する。全8ステージ構成。

## 立体映像について
アーケード版は、筐体に屋根より貫通式に上下可動できるアームで半固定された液晶シャッター式ゴーグルを装着することで、立体映像を体感できる。
シャッターゴーグルが故障した際には屋根に取り付けられた上部アーム部材ごとゴーグルを取り外し､基板のDIPスイッチをオフにすることで立体映像なしのまま縮退運用できる｡

## サーキット構成
ステージ1 ブラジルステージ
ブラジルの国旗ステージ。ネルソン・ピケ・サーキットがモデル。クリアの目標は80位以内
ステージ2 アメリカステージ
USAの国旗をしたステージ。ワトキンズ・グレン・インターナショナルがモデル。クリアの目標は60位以内
ステージ3 フランスステージ
街のフランスステージ。ディジョン・プレノワ・サーキットがモデル。クリアの目標は50位以内。
ステージ4 モナコステージ
モナコのステージ。モンテカルロ市街地コースがモデル。クリアの目標は40位以内
ステージ5 ドイツステージ
後半戦のステージ。ホッケンハイムリンクがモデル。クリアの目標は30位以内
ステージ6 スペインステージ
直角ばかりのステージ。ハラマ・サーキットがモデル。クリアの目標は20位以内
ステージ7 メキシコステージ
メキシカンをモチーフしたステージ。だがモデルはロングビーチ市街地コース。クリアの目標はTOP10
ステージ8 日本ステージ
ここからがコンティニューできないステージ。鈴鹿サーキットがモデル。クリアの目標はTOP3でエンディング

## アクシデントについて
- F1ジャンルのゲームとしては当時でも珍しく対アクシデントとしてピットインの要素が同社の『グランドチャンピオン』より引き継がれたが、史実のF1と異なっており、ゲームバランスによりコースによってPITエリアが無数に点在する。
- 敵の車や路肩の障害物に接触すると、自分の車は煙を吹き始める。10秒で火に変わり、30秒で自分の車は爆発する。また、その状態でもう一度敵の車や障害物と接触するか、通常の走行時でも380Km/以上の速度で敵車に接触すると爆発する。爆発後、自分の車が復活するまでに7秒以上もロスしてしまう。
- 雨が降り出すと大変滑りやすくなる。タイヤを交換すれば、レースを続行可能。

## 移植作品
PlayStation 2版
2007年1月25日発売のタイトーメモリーズII 上巻に収録。立体映像は再現されていない。